# U-Bahnhof Romolo
Der U-Bahnhof Romolo ist ein unterirdischer Bahnhof der U-Bahn Mailand. Er befindet sich in der Nähe der gleichnamigen Straße (viale Romolo), unter dem gleichnamigen Haltepunkt der S-Bahn. Es besteht ein Übergang zu den Oberleitungsbuslinien 90 und 91 der Azienda Trasporti Milanesi, dem Mailänder Nahverkehrsunternehmen, welche auch die U-Bahn betreibt. Auch kann auf mehrere Buslinien umgestiegen werden. Der U-Bahnhof Romolo ist ein wichtiger Knotenpunkt im Nahverkehr der Stadt Mailand.

## Geschichte
Der U-Bahnhof Romolo wurde am 13. April 1985 eröffnet und diente damals als südlicher Endpunkt der Linie 2. Am 1. November 1994 wurde die Linie weiter südlich um eine Station bis zum U-Bahnhof Famagosta verlängert.

## Lage
Der Bahnhof befindet sich in der südlichen Innenstadt von Mailand. In der Nähe der Station befinden sich einige wichtige Bildungseinrichtungen: Die IULM, Domus Academy und die New Academy of Fine Arts. Er umfasst zwei Gleise mit Seitenbahnsteigen. Wie für einen Mailänder U-Bahnhof üblich, befindet sich eine überwachte Zutrittskontrolle oberhalb des Gleisniveaus.

## Anbindung
| Linie | Verlauf |
| ----- | --- |
|       | Cologno Nord – Cologno Centro – Cologno Sud – Gessate – Cascina Antonietta – Gorgonzola – Villa Pompea – Bussero – Cassina de’ Pecchi – Villa Fiorita – Cernusco sul Naviglio – Cascina Burrona – Vimodrone – Cascina Gobba – Crescenzago – Cimiano – Udine – Lambrate FS – Piola – Loreto – Caiazzo – Centrale FS – Gioia – Garibaldi FS – Moscova – Lanza – Cadorna FN – Sant’Ambrogio – Sant’Agostino – Porta Genova FS – Romolo – Famagosta – Abbiategrasso – Assago Milanofiori Nord – Assago Milanofiori Forum |